# Bria Vinaite
Bria Vinaite (nacida como Barbora Bulvinaitė; Alytus, Lituania, 10 de junio de 1993) es una actriz lituana, conocida por su papel de Halley en la película de Sean Baker de 2017 The Florida Project, que fue su primer papel actoral, por la cual recibió elogios de la crítica por su actuación.

## Biografía
Vinaite nació en Lituania y se mudó a Brooklyn, Nueva York (Estados Unidos), cuando tenía entre 6 y 7 años de edad.

## Carrera
La película de 2017 The Florida Project fue el debut actoral de Vinaite, donde interpretó el papel principal de una exestríper y madre soltera que vive en un motel económico cerca de Walt Disney World. Baker se puso en contacto con Vinaite después de verla en una publicación de Instagram, donde documentó su vida para poder mantenerse en contacto con amigos en la ciudad de Nueva York mientras vivía en Miami. Vinaite tuvo tres semanas de clases de actuación con la profesora de actuación Samantha Quan antes de que comenzara la filmación. La producción terminó en septiembre de 2016.
Realizó un cameo en el video musical de «Nice for What» del rapero Drake, lanzado en abril de 2018. También tuvo un papel recurrente en la segunda temporada de la serie The OA. Vinaite tuvo una aparición en el drama Violent Delights, dirigido por Taylor DeVoe.

## Vida personal
Vinaite tiene muchos tatuajes; se hizo su primer tatuaje a la edad de 14 años. Durante esa época fue enviada a un internado. Se fue de casa a los 18 años, eligiendo desarrollar su propia carrera en lugar de asistir a la universidad. A los 19, comenzó una línea de ropa llamada ChroniCal Designs, que vendía bikinis y gorras de béisbol con temática sobre la marihuana.
Vinaite se casó con el chef Michael Voltaggio el 18 de noviembre de 2022 en Hawái.

## Filmografía
| Año  | Título                | Papel   | Notas |
| ---- | --------------------- | ------- | --- |
| 2017 | The Florida Project   | Halley  | Nominada—Asociación de Críticos de Cine de Chicago por mejor actriz promisoria Nominada—Sociedad de Críticos de Cine de San Diego por mejor actriz de reparto Nominada—Asociación de Críticos de Cine de Georgia por mejor actriz de reparto Nominada—Sociedad de Críticos de Cine de Denver a la Mejor Actriz de Reparto Nominada—Premio de la Asociación de Críticos de Cine del Norte de Texas a la Mejor Actriz de Reparto Nominada—Premio Chlotrudis por mejor actriz de reparto |
| 2019 | Lost Transmissions    | Micah   | |
| 2019 | Balance, Not Symmetry | Hannah  | |
| 2021 | Habit                 | Addy    | |
| 2024 | Lola                  | -       | Directora |
| TBA  | Violent Delights      | Skipper | |

| Año  | Título | Papel | Notas            |
| ---- | ------ | ----- | ---------------- |
| 2019 | The OA | Darmi | Papel secundario |

| Año  | Título          | Artista     |
| ---- | --------------- | ----------- |
| 2018 | "Nice for What" | Drake       |
| 2020 | "Underdog"      | Alicia Keys |
| 2020 | "Hate the Way"  | G-Eazy      |